# Anžej Dežan
 (janvier 2010).
Si vous disposez d'ouvrages ou d'articles de référence ou si vous connaissez des sites web de qualité traitant du thème abordé ici, merci de compléter l'article en donnant les références utiles à sa vérifiabilité et en les liant à la section « Notes et références ».
Anžej Dežan est un chanteur slovène né le 17 juin 1987 à Šentjur, près de Celje en République socialiste de Slovénie.
Anžej a commencé sa carrière musicale en remportant à l'âge de dix ans un concours de karaoké lors d'une émission de télévision. En 2005, il participe à l'émission Spet Doma sur TVSLO mais est battu par Omar Naber, qui représentera la Slovénie au Concours Eurovision de la chanson la même année.
Son potentiel a été reconnu par les auteurs et compositeurs à succès Boštjan Grabnar, Urša Vlašič et Matjaž Vlašič, qui deviendront son équipe. Avec eux, Anžej a publié son premier single C'est la vie, titre qui remportera un franc succès en Slovénie, en étant régulièrement en haut des classements de plusieurs stations de radio.
En février 2005, Anžej est choriste pour Nusa Derenda lors de l'EMA (la sélection nationale slovène pour l'Eurovision), et participe au festival Melodije morja in sonca où il chante le titre Vroče, chanson qui lui vaudra la première place.
En 2006, Anžej participe à l'EMA avec la chanson Plan B, et obtient 12 points attribués par le jury et 14 points venant du vote des téléspectateurs. Lors de cette sélection nationale, la chanson gagnante était déterminée par le total de points reçu du télévote. Il remporte donc son billet pour représenter la Slovénie au Concours Eurovision de la chanson en 2006, mais il ne réussit pas à passer la demi-finale, n'ayant obtenu que la 16e place. Si, lors de la sélection nationale, il interprète sa chanson en slovène sous le titre Plan B, au Concours Eurovision il se présente avec la version anglaise Mr Nobody. La chanson a également été enregistrée en serbe sous le titre Srce od Kristala.